# 22978 Нюреля
22978 Нюреля (22978 Nyrölä) — астероїд головного поясу, відкритий 14 листопада 1999 року.
Тіссеранів параметр щодо Юпітера — 3,328.